# 马克·希尔顿
马克·希尔顿（英語：Mark Hylton，1976年9月24日—），英国男子田径运动员，主攻短跑。他曾代表英国参加1996年夏季奥林匹克运动会田径比赛，获得男子4×400米接力银牌。